# パパ・タラフマラ
パパ・タラフマラ（Pappa TARAHUMARA）は、日本の劇団、ダンス・カンパニー。演出家の小池博史を中心に1982年に結成し、30年にわたって国内外で公演活動を続けた。略称は「パパタラ」。2012年3月解散公演を終了し、小池博史の個人プロジェクト「小池博史ブリッジプロジェクト」へと移行した 。

## 概要
1982年、小池博史を中心に一橋大学、武蔵野美術大学出身者を集め、タラフマラ劇場の名称で結成された。1987年、パパ・タラフマラに改めた。「タラフマラ」はアントナン・アルトーの著書『タラフマラ』に書かれているメキシコの秘境「タラフマラ」から取られた。「パパ」には、何かをリードしていく、あるいは文化の先頭に立ちたいという思いが包含されている。
パパ・タラフマラは、演出家の小池をグループの核として、ほぼ全ての作品の作・演出を行っている。その作品は、演劇、ダンス、ミュージカルなど舞台芸術の様々な要素を取り入れた作風を特徴とし、海外ではロバート・ウィルソン、日本では同時代に結成されたダムタイプ（Dumb Type）などと共通性を持つ、アート志向の強いものといえる。小池はグループの理念について、「演劇、舞踊、音楽、美術といった既存のジャンルでは括れない、そういう括りを超えていくところに僕らの存在意義がある」と端的に述べている。作品には小池のオリジナルのほか、シェイクスピア、ガルシア＝マルケス、チェーホフ、泉鏡花、グリム童話など、文学作品を取り入れたものも多い。巨大な舞台装置を用い、20人程の演者を擁するものもあれば、装置をほとんど用いず、2、3名のみ出演する作品もあるなど、作品の規模や形態は多様である。
「異文化」あるいは「多文化」を強く意識した作品制作や海外公演の多さもまた、グループの大きな特徴である。パパ・タラフマラの活動拠点は日本であるが、近年は毎年、海外ツアーや海外でのワークショップを長期にわたり行っている（海外公演記録参照）。出演者も香港、マレーシア、ブラジル、アメリカ、アイルランドなど多国籍であり、音楽、美術、映像の担当者も海外アーティストを起用することが多い（詳細はゲスト・パフォーマー、コラボレーション・アーティストの項を参照）。
1995年には、後進の養成を目的としてパパ・タラフマラ舞台芸術研究所（Pappa TARAHUMARA Performing Arts Institute、略称P.A.I）が創設され、多くのメンバーを輩出している。

## 歴史
パパ・タラフマラは1982年に結成されて以降、約30年間、再演や改訂を含めず、大まかに数えて約50作品を上演している。その作品は時代によって急速に、多様な変化を遂げている。そのため、ここでは作・演出の小池が行った時代分けを参考にしつつ、グループの歴史と作品の変遷をまとめる。小池はパパ・タラフマラをその作品性に基づき、以下の8期に分けている。
- 第1期（1982年 - 1984年）：作品と演者の全てを濃密な言葉と密閉された空間に展開した時期
- 第2期（1985年 - 1986年）：言葉の減少と広い空間の中で作品と演者に与えてきた全ての規制をとりはらった時期
- 第3期（1987年 - 1988年）：柔らかな空気感と清新な空気からなる作品を作った時期
- 第4期（1989年 - 1991年）：環境と身体からの発想による表現を模索した時期
- 第5期（1992年 - 1995年）：ダンスに近い身体言語を作品の中に取り入れ、大掛かりな舞台などの外的要素から作品を作った時期
- 第6期（1996年 - 1998年）：ヴォイス表現、ダンス表現、そして環境の三つの要素を一体化させた時期
- 第7期（1999年 - 2001年）：社会的側面に焦点をあて、20世紀から21世紀への転換期を意識して作品を制作している時期
- 第8期（2002年 - 2005年）：『HEART of GOLD―百年の孤独』に向かって、今までの表現を集約し、舞台芸術としか言いようのない舞台芸術創作に向かった時期

現在の小池のウェブサイト等ではこれとは異なる時代区分が提示されている。しかし、グループの変遷を簡略に示すため、便宜上この8つの区分を用いることとする。

### 第1期
「タラフマラ劇場」として出発した最初期の作品は、『壊れもののために』（1982年）、『喰ふ女』（1983年）など、狭く密閉された空間において、膨大な台詞が暴力的なほどの勢いで語られる。猥雑かつ滑稽なドラマは、寺山修司や黒テントなど1960年代後半からの小劇場ブームやアングラ演劇の系譜上に位置づけられるだろう。劇団として駆け出しであり、雑誌等での評価も少ない時期だが、「アングラ第二世代」として期待を寄せてられていた。

### 第2期
タラフマラ劇場の作品は第8作『マリー 青の中で』（1985年）以降、急激に台詞は減少し、パントマイムのような動作や、歩く、走るなど日常的動作を基にした身体表現が用いられるようになる。舞台も、狂騒的な空間から整合性のとれたシンプルなものへ移行していった。『MONK』（1986年）では、九條今日子によりピナ・バウシュのヴッパタール舞踊団を想起させる「トータル・シアターの誕生」であると賞された。

### 第3期
「タラフマラ劇場」から「パパ・タラフマラ」へ改称。改称の意図は、「劇場」という言葉が、「演劇」という枠組みを示すものであったからであり、「演劇」というイメージを脱却するためであったと推察される。実際に、『熱の風景』（1987年）、『アレッホ』（1987年）、『海の動物園』（1988年）といった第3期の作品は、音楽、美術、照明の空間的要素に力を入れ、台詞をほとんど廃し、インスタレーション的空間の中に演者もオブジェのように配されるスタイルとなる。
「いっさいの表象性、意味性を消去した独自の自由な表現の模索」として「ポストモダンの演劇」であると評価する者や、文学的要素を廃するのはこの時代の世界的な潮流であったことから、「パパ・タラフマラの舞台は可能性に満ちている」と評されるなど、この時期から雑誌等での注目が高まり始める。

### 第4期
『パレード』（1989年）をきっかけに、パパ・タラフマラは国際的な評価を得始める。同作品は紡錘形の白いオブジェが林立する印象的な空間において、人間の営み、エネルギーの動きを「文明のパレード」として表現したもので、1992年にはダンス的要素を多く取り入れた『1992パレード』として上演された。
同じく第4期の『ストーン・エイジ』（1991年）も、『パレート』と同様に洗練されたオブジェによる空間構成による作品である。しかしながらこの作品に対しては「欧米のパフォーマンスにとりあえず似ている」とし、安易な「ボーダーレス」の標榜とオリジナリティの欠乏があるという厳しい見解を示した評も見られる。
この時期の重要な点は、白井さち子や山崎広太らバレエやモダン・ダンスに基盤を持つメンバーの参加により、ダンス的要素が本格的に導入されたことと、小川摩利子らによって独特のヴォイス表現が確立されたことである。また、インスタレーション『風のながれる空間』（1989年12月、セゾン美術館）など舞台以外にも表現の幅を広げた。

### 第5期
この時期の作品『ブッシュ・オブ・ゴースト』（1992年）、『青』（1994年）、『城―マクベス』（1995年）は、回転する装置や巨大な塔など、いずれも大掛かりなスペクタクル性のある舞台装置が特徴的な、スケールの大きな作品である。舞踊評論家の伊藤順二は『青』について「霊的なものと物的なもの、身体と宇宙、具象と抽象、といった対立、もしくは並列的概念の思想的統一、様式の壁を撃破する肉体の開放とその洗練、という点において世界のトップ・レベルにあるパフォーマンスだったといっても過言ではない」と評価したが、この評価はこの時期のパパ・タラフマラの作風を端的に示している。

### 第6期
この時期から、海外公演という形だけでなくコラボレーションという形で、パパ・タラフマラは国際的な創作活動に舵を切った。その最初が香港のアート集団ズニ・アイコサヒドロンとの合作による『草迷宮』（1996年）である。これ以降、パフォーマーのみならず、美術、映像、音楽に多くの海外アーティストを招くようになった（ゲスト・パフォーマー、主なコラボレーション・アーティストの項参照）。
『船を見る』（1997年）は、それまで模索してきたダンス、ヴォイス、空間の要素が融合し、演出の小池博史も「自分のめざしていたレベルに達したと思った」と語った、パパ・タラフマラの代表作の一つである。2002年、新演出の『SHIP IN A VIEW』がヴェネツィア・ビエンナーレの招待作品として上演されたほか、南米、アジア、北米など世界各地で公演されている。同作品は海外でも高く評価され、イタリアの『ガッゼッティーノ』紙では「振付家の小池博史は、飛び抜けた発想で東洋的なものと西洋的なものとを組み合わせ、視覚的にも感情的にも衝撃的な、独自の言語を創造していることが伺えた」 と評された。
1997年から始まる「島」シリーズは、リュウ・ソーラ、インゴ・ギュンターといった海外アーティストを音楽、映像に起用し、4作まで作られたのち、『Love Letter』として大作『WD』（2001年）の第2章に組み込まれた。第3期以降、台詞の使用は長らく途絶えていたが、『島―Island』の頃から再び作品に用いられるようになった。

### 第7期
『WD』（2001年）は全4章、上演約3時間の作品であり、「What have we done? われわれは何をしてきたか」をテーマに、戦争や人種差別など社会的問題をストレートに表現している。各4章はそれぞれ「I was Born」「Love Letter」「So What?」「The Sound of Future SYNC.」と題され、約2年かけて章ごとに制作、公演していくワーク・イン・プログレスという手法が取られた。韓国、マレーシア、アメリカ出身のパフォーマーを出演させ、各章のワーク・イン・プログレス公演も海外で行われている。音楽の面でも、それまでは菅谷昌弘によるミニマル・ミュージックが多かったが、リュウ・ソーラ（劉索拉）、中川俊郎、種子田郷らを加え、ブラスバンドやオーケストラ等の新たな取り組みを行った。

### 第8期
小池は、ガルシア＝マルケスの『百年の孤独』を上演することがパパ・タラフマラ創設時からの目標の一つであったと述べている。ある一族の誕生・繁栄・終末までを描いた『HEART of GOLD―百年の孤独』（2005年）は、結成から二十数年間の活動の一つの集大成として、ブラジル、アメリカ、日本など各国のパフォーマーとアーティストと共に制作された。「新たな身体言語、身体表現のさらなる進化・拡張を目指す刺激的な舞台」と評価されている。
また、チェーホフ原作の『三人姉妹』（2005年）は、出演者が3人という小規模な作品ながら、出演者（白井さち子、あらた真生、関口満紀枝）のコミカルかつコケティッシュな表現で人気を博し、日本のみならずヨーロッパや南米などで公演された。

### 第9期（2006年以降）
上記の小池の区分は2005年までであるが、2006年以降も活動は継続しているため、第9期とする。『パパ・タラフマラの「シンデレラ」』（2006年）、『トウキョウ⇔ブエノスアイレス書簡』（2007年）、『ガリバー&スウィフト―作家ジョナサン・スウィフトの猫・料理法―』（2008年）などの作品があるが、アート性を保ちつつ、『三人姉妹』などで見せたコミカルさとユーモアを追求したものとなっている。『ガリバー&スウィフト』では、現代美術作家として国際的に活躍するヤノベケンジが舞台美術を制作した。

## 上演作品
作品タイトルの異なるものは別の作品と見なし、各作品の初演の会場・都市を年代順に記した。
1982年
- 壊れもののために（青山SHY／東京）

1983年
- 闇のオペラ（池袋早稲田小劇場アトリエ／東京）
- 喰ふ女（名古屋七ツ寺共同スタジオ／名古屋）
- タイポ―5400秒の生涯（アートシアター新宿／東京）

1984年
- 1984日向で眠れ（吉祥寺バウスシアター／東京）
- 黒のソーラーゲーム（吉祥寺バウスシアター／東京）
- カラーズ・ダンス（吉祥寺ジャヴ50ミニシアター／東京）

1985年
- マリー 青の中で（ザ・スズナリ／東京）
- 海辺のピクニック（渋谷ジァン・ジァン／東京）

1986年
- モンクMONK（転形劇場T2スタジオ／東京）

1987年
- 熱の風景（吉祥寺バウスシアター／東京）
- アレッホ―風を讃えるために（吉祥寺バウスシアター／東京）

1988年
- 海の動物園（吉祥寺バウスシアター／東京）

1989年
- パレード（利賀野外劇場／利賀）

1991年
- ストーン・エイジ（スペース・ゼロ／東京）

1992年
- 1992パレード（東京芸術劇場中ホール／東京）：『パレード』（1989年）の美術、振付を大幅に変更した新演出による作品。
- ブッシュ・オブ・ゴースト（パナソニック・グローブ座／東京）

1994年
- 青（パナソニック・グローブ座／東京）

1995年
- 城―マクベス（パナソニック・グローブ座／東京）：原作はウィリアム・シェイクスピア『マクベス』

1996年
- 草迷宮（国際交流基金フォーラム／東京）：ズニ・アイコサヒドロンとの合作。原作は泉鏡花『草迷宮』

1997年
- 船を見る（セゾン劇場／東京）
- 島―ISLAND（国立芸術学院フェスティバルシアター／台北）：原作はガルシア＝マルケス『大きな翼のある年老いた老人』。「島」シリーズ第1作。
- 島―No Wing Bird on the Island（ランドマークホール／横浜）：「島」シリーズ第2作。

1998年
- 春昼―はるひる（カピオホール／つくば）：原作は泉鏡花『春昼』及び『春昼後刻』

1999年
- 島―東へ（ヨンマンダエ野外劇場／スウォン）：「島」シリーズ第3作。

2000年
- WD―I Was Born（シアタートラム・東京）：原作はドストエフスキー『悪霊』。『WD』ワーク・イン・プログレス作品
- 島&島（香港アーツセンター・シュウリンシアター／香港）：「島」シリーズ第4作。
- 春昼―菜の花の森から（アートスフィア／東京）

2001年
- Love Letter（エレベストホール／シドニー）
- WD ―So What?（森下スタジオ／東京）：『WD』ワーク・イン・プログレス作品
- WD ―The Sound of Future SYNC.（イェルバブエナ・センター・フォー・ジ・アーツ・フォーラム／サンフランシスコ）：『WD』ワーク・イン・プログレス作品
- WD（世田谷パブリックシアター／東京）

2002年
- Birds on Board（カピオホール／つくば）：原作はウィリアム・シェイクスピア『ハムレット』
- SHIP IN A VIEW（テアトロ・ピッコロ・アーセナル／ヴェネツィア）：『船を見る』の新演出。ヴェネツィア・ビエンナーレ（2002年）、セルバンティーノ国際芸術祭（2003年）、ネクストウェイブ（2007年）等、招待作品。
- 未来の空隙は響き（新国立劇場／東京）

2003年
- 青い頭の雄牛（ザ・スズナリ／東京）
- ストリート・オブ・クロコダイル計画1（スカイ・ザ・バスハウス／東京）：原作はブルーノ・シュルツ『ストリート・オブ・クロコダイル』
- クアラルンプールの春（アクターズスタジオバングサ／クアラルンプール）

2004年
- ストリート・オブ・クロコダイル計画2（スパイラルホール／東京）：原作はブルーノ・シュルツ『ストリート・オブ・クロコダイル』及びヴィトルド・ゴンブロヴィッチ『コスモス』
- 見えない都市の夢（国際交流基金フォーラム／東京)：原作はガルシア＝マルケス『百年の孤独』。『HEART of GOLD―百年の孤独』（2005年）のワーク・イン・プログレス作品。

2005年
- 三人姉妹（メゾン・ドゥ・ラ・カルチャー フロントナック劇場／モントリオール）：原作はチェーホフ『三人姉妹』
- ヲg（スタジオSAI／東京）：松島誠演出（パパ・タラフマラで唯一の小池以外による演出作品）。原作はサミュエル・ベケット『ゴドーを待ちながら』。
- HEART of GOLD―百年の孤独（山口情報芸術センター／山口）：原作はガルシア＝マルケス『百年の孤独』。

2006年
- 僕の青空（ザ・スズナリ／東京）
- パパ・タラフマラの「シンデレラ」（スーパーデラックス／東京）：「童話シリーズ」の第1作。

2007年
- トウキョウ⇔ブエノスアイレス書簡（アサヒアートスクエア／東京）

2008年
- パパ・タラフマラの「新・シンデレラ」（ザ・スズナリ／東京）：「童話シリーズ」の第2作。
- ガリバー&スウィフト―作家ジョナサン・スウィフトの猫・料理法―（グローブ座／東京）

2009年
- ガリババの不思議な世界（タマンブダヤコンサートホール／ジョグジャカルタ）

## 海外公演歴
パパ・タラフマラは日本の劇団あるいはダンス・カンパニーの中でもとりわけ海外公演の多いグループであり、そのことは大きな特徴である。現在は年に複数回の海外ツアーを行なっている。そこで、主な海外公演を以下に示した。
パレード（1989年初演）
- イギリスツアー（1991年）： U.K.ジャパンフェスティバル及びフェスティバルダンスアンブレラ招待公演。リバーサイドスタジオ（ロンドン）、ロイヤル・ノーザン・カレッジ・オブ・ミュージック（マンチェスター）、プレイハウス（ニューカッスル）。
- ドイツツアー（1993年）：第43回ベルリン芸術祭（43. BERLINER FESTWOCHEN）招待参加、フォルクスビューネ劇場（ベルリン）。International Festival of Music and Theater BEGEGNUNGEN招待参加（ケムニッツ）

ブッシュ・オブ・ゴースト（1992年初演）
- ドイツツアー（1993年）：第43回ベルリン芸術祭（43. BERLINER FESTWOCHEN）招待参加、フォルクスビューネ劇場（ベルリン）。
- ベルギー・オランダツアー（1995年）：デシンゲル劇場（アントワープ）、ミュージックシアター（アムステルダム）

島―Island（1997年初演）
- 台北公演（1997年、国立芸術学院フェスティバルシアター）：国立芸術学院フェスティバルシアター招聘公演として。※初演
- 香港公演（1998年、香港文化中心）：アジア・アーツ：フェスティバル招聘公演として。
- アメリカツアー（2004年）：マサチューセッツ・ユニバーシティー（マサチューセッツ）、シアターラボ（リバーサイド）
- ニューヨーク公演（2006年）ジャパン・ソサエティー

春昼―はるひる（1998年初演）
- 香港公演（1998年、香港文化中心）：アジア・アーツ・フェスティバル招聘公演として。
- 台北公演（1998年、新舞台）
- アメリカツアー（1999年）：日米文化会館（ロサンゼルス）、ヨーゲンセン・オーディトーリアム（コネチカット）、ムーアシアター（ハノーバー）、ミドルバリー・センター・フォー・ジ・アーツ（バーモント）、ミーニー・ホール（シアトル）
- 東南アジアツアー（2000年、シンガポール・アーツ・フェスティバル及び国際交流基金クアラルンプール事務所の主催）：ビクトリア・シアター（シンガポール）、イスタナブダヤ・マレーシア国立劇場（クアラルンプール）

島―東へ（1999年初演）
- 韓国公演（1999年、ヨンマンダエ野外劇場）：スウォン舞台芸術フェスティバル招聘公演として。※初演

島&島（2000年初演）
- 香港公演（2000年、スーザンシアター）　※初演

WD―I Was Born（2001年初演）
- 台北公演（2001年、社会教育会館）：第4回ピンフォン・フェスティバル招聘公演として。※初演
- パリ公演（2001年、パリ日本文化会館）

Love Letter（2001年初演）
- オーストラリア・東南アジアツアー（2001年、国際交流基金主催）：エベレストホール（シドニー）※初演、ナショナル・シアター（メルボルン）、トレーダーズ・ホテル・ボールルーム（ヤンゴン）、STSIプンドポ（ソロ）、TIMホール（ジャカルタ）

WD-The Sound of Future SYNC（2001年初演）
- アメリカ公演（イェルバブエナ・センター・フォー・ジ・アーツ、サンフランシスコ）：レジデンシー・プログラムとして。※初演

Birds on Board（2002年初演）
- 韓国公演（2002年）：ホァム・アート・ホール（ソウル）、キョンソン大学コンサートホール（プサン）

SHIP IN A VIEW（2002年初演）
- イタリア公演（2002年、テアトロ・ピッコロ・アーセナル）：ヴェネツィア・ビエンナーレ2002招待公演。※初演
- メキシコ・ブラジルツアー（2003年）：テアトロ・ガレリア（グアダラハラ）、オーディトリオ・デル・エスタード（グァナハト）、ジュリオ・カスティーロ劇場（メキシコシティー）、SESCヴィラマニアーナ（サンパウロ）
- アメリカ公演（2004年）：バイアム・シアター（ピッツバーグ）
- 韓国公演（2005年）：ソウル・アーツ・センター・トウルシアター（ソウル）
- アメリカ・カナダツアー（2006年）：UCLA ロイスホール（ロサンゼルス）、ナショナルシ・アーツ・センター（オタワ）、ハーバー・フロント・センター（トロント）、パワー・センター（アナーバー）、ウェクスナー・センター・フォー・ジ・アーツ（コロンバス）
- ニューヨーク公演（2007年）：ブルックリン・アカデミー・オブ・ミュージック・ハワード・ギルマン・オペラハウス、ネクスト・ウェーブ・フェスティバル招待公演
- サンフランシスコ公演（2009年）：イェルバブエナ・センター・フォー・ジ・アーツ

クアラルンプールの春（2003年初演）
- 2003年、クアラルンプールにて、マレーシアのアーティストとともに制作（アクターズスタジオ・バングサ）。※初演

三人姉妹（2005年初演）
- 北・南米ツアー（2005年）：メゾン・ドゥ・ラ・カルチャー フロントナック劇場（モントリオール）※初演、テアトロ・テレトン（サンティアゴ）、
- ブラジルツアー（2005年）：セスキ・ピニェイロス（サンパウロ）、セスキ・コパカバーナ（リオデジャネイロ）
- ポーランド公演（2005年）：カルチャーセンター（ルブリン）

## メンバー
基本的には作品ごとによって出演者は替わり、これまでに海外からのゲスト出演者も多数存在した。また、近年では作品ごとにオーディションを行なうなど、メンバーの枠にとらわれないキャスティングを行なった。
- 小池博史（こいけ ひろし）：1982年の結成時から、常に同カンパニーの中心的役割を果たし、ほぼ全作品の作・演出を手がける（2005年の『ヲg』のみ松島誠との合作、松島による演出）。『青い頭の雄牛』（2003年）、『僕の青空』（2006年）では自らもパフォーマーとして出演した。
- 小川摩利子（おがわ まりこ）：小池と共に1982年の結成時から参加する唯一のメンバーであり、数多くの作品でメイン・パフォーマーを務める。2003年に産休により離脱するも、2005年に復帰。
- 白井さち子（しらい さちこ）：1989年より、以降ほぼ全ての作品に出演。フリーのダンサーとしても活動している。
- あらた真生（あらた まお）：1997年より参加、以降ほぼ全ての作品に出演、振付アシスタントも務める。
- 関口満紀枝（せきぐち まきえ）：パパ・タラフマラ付属研究所（現P.A.I）を経て1997年より参加。歌手としても活動。
- 池野拓哉（いけの たくや）：P.A.Iを経て2002年より参加。
- 菊池理恵（きくち りえ）：P.A.Iを経て2003年より参加。
- 橋本礼（はしもと れい）：P.A.Iを経て2004年より参加。
- 南波冴（なんば さえ）：P.A.Iを経て2005年より参加。
- 横手亜里沙（よこて ありさ）：P.A.Iを経て2008年より参加。
- 横手祐樹（よこて ゆうき）：P.A.Iを経て2008年より参加。

## 過去に所属していたメンバー
- 松島誠（まつしま まこと）：1983年から2007年までパフォーマー、舞台美術、オブジェ制作としてほとんど全ての作品に参加。『ヲg』（2005年）では作・演出も担当。現在はフリーのダンサー、振付家、演出家として活動。
- 吉井省也（よしい せいや）：1984年から1994年までパフォーマー兼制作チーフ。2000年までプロデューサー。
- 清水啓司（しみず けいじ）：1984年から1994年までパフォーマー。以降、フリーのダンサーとして活動。
- 今尾博之（いまお ひろゆき）：1986年から1995年までパフォーマーとして参加。
- ささだあきこ：1985年から2001年まで参加。『マリー 青の中で』（1985年）、『パレード』（1989年）、『城―マクベス』（1995年）等に出演。
- 鈴木美緒（すずき みお）：1989年から1999年までパフォーマーとして参加。
- 三浦宏之（みうら ひろゆき）：1996年から2002年まで参加し、『草迷宮』（1996年）、『船を見る』（1997年）、『WD』（2001年）等、多くの作品に出演。1999年から2021年まで、ダンスカンパニーM-laboratory主宰。2021年からCenter line art festival Tokyo フェスティバルディレクターを務める。現在、Works-Mアートディレクター、作家、美術家として活動。
- 秋葉睦子（あきば むつこ）
- 縫原弘子（ぬいはら ひろこ）
- 今尾博之（いまお ひろゆき）
- 小幡あえ架（おばた あえか）
- 鈴木三枝子（すずき みえこ）
- 小林敦（こばやし あつし）
- 寺西愛（てらにし あい）
- 坂田明日香（さかた あすか）
- 熊谷知彦（くまがい ともひこ）
- 兼盛雅幸（かねもり まさゆき）
- 杉山藍子（すぎやま あいこ）
- 天野史郎（あまの しろう）
- 清水小寿江（しみず こずえ）

## ゲスト・パフォーマー
- 山崎広太：『ストーン・エイジ』（1991年）、『1992パレード』（1992年）に出演。
- ズニ・アイコサヒドロン（進念二十面體、香港）：演出のダニー・ユンを中心とする香港のアート集団。『草迷宮』（1996年）をパパ・タラフマラと合同で公演した。
- ヤン・ツィ・クック（香港）：「ズニ・アイコサヒドロン」所属。『船を見る』（1997年）、『SHIP IN A VIEW』（2002年）。
- チェ・ジン・ハン（韓国）：『WD』（2001年）
- アリフワラン・シャハルディン（マレーシア）：『WD』（2001年）、『未来の空隙は響き』（2002年）
- トム・トゥラス（米）：『WD』（2001年）、『未来の空隙は響き』（2002年）
- ジョシュ・フォックス（米）：『WD』（2001年）、『未来の空隙は響き』（2002年）
- オ・マンソク（Oh Man Seok, 오 만석, 韓国）：『Birds on Board』（2002年）、この時は「オ・マンソ」と表記された。
- イ・チンウ（韓国）：『Birds on Board』（2002年）
- イェ・ヒョースン（韓国）：『Birds on Board』（2002年）、『未来の空隙は響き』（2002年）
- 野和田恵里花（日本）：『SHIP IN A VIEW』（2002年）
- 岩下徹（日本）：山海塾所属。『ストリート・オブ・クロコダイル計画2』（2004年）
- リー・スイキョン（マレーシア）：『ストリート・オブ・クロコダイル計画2』（2004年）
- ジョアンナ・ロイド（オーストラリア）：『ストリート・オブ・クロコダイル計画2』（2004年）
- 今井朋彦（日本）：文学座所属。『HEART of GOLD―百年の孤独』（2005年）。
- Silvestre Guedes（ブラジル）：『HEART of GOLD―百年の孤独』（2005年）。
- Emilie Sugai（ブラジル）：『HEART of GOLD―百年の孤独』（2005年）。
- James Nunes de Oliveira（ブラジル）：『HEART of GOLD―百年の孤独』（2005年）。
- Chun Chow Lee（香港）：『HEART of GOLD―百年の孤独』（2005年）。
- リアント（インドネシア）：『ガリバー&スウィフト―作家ジョナサン・スウィフトの猫・料理法―』（2008年）
- クトゥット・リナ（インドネシア）：『ガリバー&スウィフト―作家ジョナサン・スウィフトの猫・料理法―』（2008年）
- キャサリン・オマーリ（アイルランド）：『ガリバー&スウィフト―作家ジョナサン・スウィフトの猫・料理法―』（2008年）

## コラボレーション・アーティスト
美術
- 田中真聡：『城―マクベス』（1995年）に初参加。以降、多数のパパ・タラフマラ作品の舞台美術、オブジェを担当。
- 森脇裕之：『船を見る』（1997年）、『春昼―はるひる』（1998年）などにおいて、ライト・オブジェを担当。
- 会田誠：『WD』（2001年）。
- ヤノベケンジ：『ガリバー&スウィフト―作家ジョナサン・スウィフトの猫・料理法―』（2008年）。

映像
- 佐々木成明：『船を見る』（1997年）、『SHIP IN A VIEW』（2002年）、『青い頭の雄牛』（2003年）。ハイビジョン作品『青』（1995年）の構成担当。
- インゴ・ギュンター（Ingo Gunther、ドイツ）：『島―No Wing Bird on the Island』（1997年）
- キム・ヨンジン（韓国）：『Birds on Board』（2002年）
- 網代將登：『ストリート・オブ・クロコダイル計画1』（2003年）、『ストリート・オブ・クロコダイル計画2』（2004年）、『ヲg』（2005年）など。
- レイチェル・ロザレン（Rachel Rosalen、ブラジル）：『HEART of GOLD―百年の孤独』（2005年）

音楽
- 和泉耕二：『喰う女』（1983年）、『タイポ』（1983年）、『モンク』（1986年）等、1983－1986間の初期作品の音楽を担当。
- 菅谷昌弘：『熱の風景』（1987年）から音楽を担当し、『パレード』（1989年）、『WD』（2001年）、『SHIP IN A VIEW』（2002年）等、数多くのパパ・タラフマラ作品の音楽を担当。
- リュウ・ソーラ（劉索拉、中国）：「島」シリーズ(1997年－)、『WD』（2001年）。
- 中川俊郎：『WD』（2001年）、『トウキョウ⇔ブエノスアイレス書簡』（2007年）。
- 種子田郷：『WD』（2001年）。
- キム・テークン（韓国）：『Birds on Board』（2002年）。
- レスリー・スタック（Leslie Stuck、米）：『WD』（2001年）『未来の空隙は響き』（2002年）。
- オノセイゲン：『青い頭の雄牛』（2003年）
- カール・ストーン（Carl Stone、米）：『ストリート・オブ・クロコダイル計画1』（2003年）、『ストリート・オブ・クロコダイル計画2』（2004年）。
- ポール・ドレシャー（Paul Dresher、米）：『HEART of GOLD―百年の孤独』（2005年）
- 松本淳一：『三人姉妹』（2005年）、『僕の青空』（2006年）、『ガリバー&スウィフト―作家ジョナサン・スウィフトの猫・料理法―』（2008年）。
- 下町兄弟：『HEART of GOLD―百年の孤独』（2005年）、『パパ・タラフマラの「シンデレラ」』（2006年）
- 藤井健介：『パパ・タラフマラの「シンデレラ」』（2006年）、『トウキョウ⇔ブエノスアイレス書簡』（2007年）、『ガリババの不思議な世界』（2009年）

宣伝美術
- サイトウマコト：『ブッシュ・オブ・ゴースツ』（1992年）のポスター、チラシ担当
- 杉浦康平：『草迷宮』（1996年）のポスター、チラシ担当
- 葛西薫：『島―Island』（1997年）以降、大半の作品の宣伝美術を担当。
- 安藤隆：『島―Island』（1997年）以降、大半の作品のコピーを担当。
- 矢萩喜従郎：『春昼―はるひる』（2000年）のポスター、チラシ担当
- MAYA MAXX：『青い頭の雄牛』（2003年）作画。

照明
- 関根有紀子：『ストーン・エイジ』で1992年日本照明家協会第11回特別奨励賞を受賞。

ヘアメイクアップ
- 南久惠：『青』（1994年5月)、『城―マクベス』（1995年11月)等。その他、小池博史演出のオペラ『ペックの木』（1999年4月24日京都府立府民ホール アルティ公演、1999年4月28日紀尾井ホール公演、主催：22世紀クラブ)で主演・佐竹由美のヘアメイクアップと衣裳デザインを担当。

衣裳
- 浜井弘治：『城―マクベス』（1995年）、『船を見る』（1997年）等。
- ヴィヴィアン・タム（Vivienne Tam）：『草迷宮』（1996年）。
- 久保薗美鈴：『ストリート・オブ・クロコダイル計画1』（2003年）、『ストリート・オブ・クロコダイル計画2』（2004年）、『三人姉妹』（2005年）、『僕の青空』（2006年）。
- OUTSECT（小林和史・甲斐さやか）：。『パパ・タラフマラの「シンデレラ」』（2006年）、『トウキョウ⇔ブエノスアイレス書簡』（2007年）、『新・パパ・タラフマラの「シンデレラ」』（2008年）、『ガリバー&スウィフト―作家ジョナサン・スウィフトの猫・料理法―』（2008年）。

## 受賞歴
- 日本照明家協会第11回特別奨励賞（1992年）：関根有紀子（『ストーン・エイジ』照明、1991年）
- 東京ジャーナル・イノベーティヴ・パフォーマンス大賞（1992年）
- マンチェスター・イブニング・ニュース紙年間優秀作品（1994年）
- Paris Grand Prix International Video Dance 入賞（1995年）：『ブッシュ・オブ・ゴースト』
- Paris Grand Prix International Video Dance 入賞（1996年）：『青』
- 国際ハイビジョン・フェスティバル・ミュージック&ダンス部門グランプリ（1995年、ジュネーブ)：ハイビジョン作品『青』（構成：佐々木成明)
- 日本テレビ局長賞（1995年）：ハイビジョン作品『青』（構成：佐々木成明）